# Військовий інженерний інститут (ПДАТУ)
Факультет військової підготовки Кам'янець-Подільського національного університету імені Івана Огієнка — військовий навчальний підрозділ, який готує фахівців для інженерних військ України та в інтересах інших родів військ.
Розташування: 32300, Хмельницька область, м. Кам'янець-Подільський, вул. Гагаріна, 56.

## Історія
Після розпаду Радянського Союзу Кам'янець-Подільське вище військово-інженерне командне училище імені маршала інженерних військ В. К. Харченка увійшло до складу Збройних Сил України.
Від 1 січня 1992 року до 1 серпня 1995 року — Кам‘янець-Подільське вище військово-інженерне командне училище імені В. К. Харченка (розформовано відповідно до наказу Генерального Штабу Збройних Сил України № 136 від 27 липня 1995 року).
До 1993 року кафедра входила до складу Кам'янець-Подільського сільськогосподарського інституту і проводила підготовку офіцерів запасу для мотострілецьких і танкових військ. В 1993 році кафедру перевели до складу військово-інженерного факультету (згодом — інституту) та розпочали підготовку офіцерів запасу для інженерних військ.
У 1995 році — військово-інженерний факультет при Кам‘янець-Подільському сільськогосподарському інституті (постанови Кабінету Міністрів України № 490 від 19 серпня 1992 року та № 547 від 25 липня 1995 року).
У 1995—1998 роках — військово-інженерний факультет при Подільській державній аграрно-технічній академії (постанова Кабінету Міністрів України № 876 від 1995 року).
У 1998—2003 роках — Військово-інженерний інститут при Подільській державній аграрно-технічній академії (постанова Кабінету Міністрів України № 64 від 21 січня 1998 року).
У 2003—2004 роках — Військово-інженерний інститут Подільської державної аграрно-технічної академії (постанова Кабінету Міністрів України № 321 від 12 березня 2003 року).
У 2004—2005 роках — Військово-інженерний інститут Подільського державного аграрно-технічного університету (постанова Кабінету Міністрів України № 472 від 13 липня 2004 року; наказ Міністерства аграрної політики України № 299 від 16 серпня 2004 року).
У 2005—2009 роках — факультет військової підготовки Подільського державного аграрно-технічного університету (постанова Кабінету Міністрів України № 381 від 26 травня 2005 року).
У 2009—2012 роках — факультет військової підготовки Кам'янець-Подільського національного університету імені Івана Огієнка (постанова Кабінету Міністрів України № 467 від 13 травня 2009 року).
У 2012 році згідно з Постановою Кабінету Міністрів України «Про заходи щодо подальшої оптимізації мережі вищих військових навчальних закладів та військових навчальних підрозділів вищих навчальних закладів» від 07.11.2012 р. № 1020, наказу Міністерства оборони України та Міністерства освіти і науки, молоді та спорту України від 14.01.2013 р. № 21/17 кафедра військової підготовка була включена до складу Кам'янець-Подільського національного університету імені Івана Огієнка як військовий навчальний підрозділ.
До 1 грудня 2012 року, відповідно до постанови Кабінет Міністрів України № 1020 від 7 листопада 2012 року, факультет військової підготовки Кам'янець-Подільського національного університету імені Івана Огієнка було реорганізовано у кафедру військової підготовки зазначеного університету. Курсанти, які навчалися на факультеті військової підготовки Кам'янець-Подільського національного університету імені Івана Огієнка продовжили навчання в Академії сухопутних військ імені гетьмана Петра Сагайдачного (місто Львів). Студенти, які навчалися за програмою офіцерів запасу, продовжили навчання на кафедрі військової підготовки Кам'янець-Подільського національного університету імені Івана Огієнка.

## Кафедра
Кафедра військової підготовки Кам'янець-Подільського національного університету імені Івана Огієнка існує більше сорока п'яти років. До 1993 року кафедра входила до складу Кам'янець-Подільського сільськогосподарського інституту і проводила підготовку офіцерів запасу для мотострілецьких і танкових військ. В 1993 році кафедру перевели до складу військово-інженерного факультету (в подальшому — інституту) та розпочали підготовку офіцерів запасу для інженерних військ. У 2012 році згідно Постанови Кабінету Міністрів України «Про заходи щодо подальшої оптимізації мережі вищих військових навчальних закладів та військових навчальних підрозділів вищих навчальних закладів» від 07.11.2012 р. № 1020, наказу Міністерства оборони України та Міністерства освіти і науки, молоді та спорту України від 14.01.2013 р. № 21/17 кафедра військової підготовка була включена до складу Кам'янець-Подільського національного університету імені Івана Огієнка як військовий навчальний підрозділ.
Від квітня 2017 року за наказом Міністра оборони України тривають заходи з розгортання кафедри на факультет військової підготовки. Роботу факультет повинен розпочати 2018 року.

### Напрями підготовки
- Військові науки, національна безпека, безпека державного кордону
  - 6. 160101 Військове управління
- Машинобудування та матеріалообробка
  - 6. 050502 Інженерна механіка

### Керівництво
Начальник кафедри
- кандидат педагогічних наук, учасник бойових дій, полковник Брижатий Євген Іванович

Заступник начальника кафедри
- кандидат технічних наук, старший науковий співробітник, полковник запасу Геник Василь Миколайович

## Керівництво
- генерал-майор інженерних військ, кандидат військових наук Мельницький Василь Іванович (1993—2004)

## Випускники
- Сарнавський Євгеній Вікторович
- Яковець Олександр Васильович